# 李匡威
李 匡威（り きょうい、生年不詳 - 893年）は、唐代の軍人。盧龍軍節度使。本貫は幽州薊県。

## 経歴
盧龍軍節度使の李全忠の子として生まれた。光啓2年（886年）、父が死去すると、匡威は留後を称した。匡威は豪快でさっぱりしており、唐末の混乱の時代にあって、盧龍軍の武装を修繕して、天下を併呑する志を抱いていた。赫連鐸が雲州に拠ると、匡威は赫連鐸に召し出されて河東の軍と雲州や代州をめぐって争った。河東節度使の李克用が邢洺磁団練使の安金俊を派遣して赫連鐸を攻めると、匡威は赫連鐸を救援して、蔚州で戦い、安金俊を射殺した。
景福元年（892年）、成徳軍節度使の王鎔が河東の将の李存孝を誘った。李克用は怒り、王鎔を討とうした。王鎔が盧龍軍に救援を求めると、匡威は自ら軍を率いて救援した。景福2年（893年）春、李克用が再び井陘に兵を出すと、匡威はまた王鎔に救援を求められて、援軍に赴いた。匡威の軍が博野にいたったとき、弟の李匡籌が幽州の城を占拠して自ら盧龍軍節度使を称した。匡威の部下がこのことを聞くと、半数が逃げ帰った。匡威は帰るところを失って、長安に入朝しようとした。匡威は深州に留まり、判官の李抱貞を派遣して奏聞させたところ、長安は大乱の後で、匡威が来朝すると聞いて恐れ、士人や民衆は山谷に逃げ隠れる有様であった。
匡威は入朝を取りやめて、鎮州を乗っ取ろうとした。王鎔は匡威がたびたび来援してくれたことから、快くかれを迎えたが、匡威は王鎔を子のように扱って、鎮州の人心を掌握しようと図った。成徳軍は王氏に忠誠を誓っていたため、匡威のふるまいを憎んだ。匡威が伏兵で王鎔をさらって牙城に入ろうとすると、王鎔の兵は迎え撃ち、東門を焼き、矢を雨のように降らせた。王鎔の僕従の墨君和が乱中に王鎔を助けて屋に登らせて避難させると、匡威は斬られた。

## 伝記資料
- 『旧唐書』巻180 列伝第130
- 『新唐書』巻212 列伝第137